# باریک‌بال ژابیز
باریک‌بال ژابیز (نام علمی: Sinthusa nasaka) نام یک گونه از سرده اخگریان است.